# 20. Festiwal Polskich Filmów Fabularnych w Gdyni
20. Festiwal Polskich Filmów Fabularnych odbył się w 1995 w Gdyni.

## Laureaci
Grand Prix - Złote Lwy: Girl Guide, reż. Juliusz Machulski
Nagroda Specjalna Jury: Wrzeciono czasu, reż. Andrzej Kondratiuk
Nagrody Indywidualne:
- reżyseria: Maciej Ślesicki Tato
- scenariusz: Jan Jakub Kolski Grający z talerza
- najlepsza pierwszoplanowa rola kobieca: Magdalena Cielecka Pokuszenie
- najlepsza pierwszoplanowa rola męska:
  - Marek Kondrat Pułkownik Kwiatkowski,
  - Bogusław Linda Tato
- role drugoplanowe:
  - Renata Dancewicz Tato, Deborah, Pułkownik Kwiatkowski,
  - Cezary Pazura Tato
- debiut reżyserski:
  - Krystyna Janda Pestka,
  - Jarosław Żamojda Młode wilki
- zdjęcia: Wiesław Zdort Pokuszenie
- kostiumy: Dorota Roqueplo Prowokator
- scenografia: Andrzej Przedworski Łagodna, Horror w Wesołych Bagniskach
- dekoracja wnętrz: Albina Barańska Horror w Wesołych Bagniskach
- montaż: Ewa Smal Tato
- muzyka: Michał Lorenc Prowokator, Jerzy Satanowski Wrzeciono czasu
- dźwięk: Wiesław Znyk Pokuszenie

Nagroda Fundacji Kultury Polskiej za debiut aktorski: Paweł Kukiz Girl Guide
Nagroda Przewodniczącego Komitetu Kinematografii dla producenta roku: Kazimierz Rozwałka
Nagroda Dziennikarzy: Łagodna, reż. Mariusz Treliński
Złoty Klakier dla najdłużej oklaskiwanego filmu: Girl Guide, reż. Juliusz Machulski

## Jury
- Andrzej Wajda (przewodniczący) – reżyser
- Teresa Budzisz-Krzyżanowska – aktorka
- Dorota Kędzierzawska – reżyser, scenarzystka
- Mariusz Front – plastyk, reżyser, asystent w PWSFTViT
- Janusz Majewski – reżyser, scenarzysta, scenograf
- Andrzej Mularczyk – reportażysta, scenarzysta
- Zdzisław Pietrasik – publicysta kulturalny, krytyk filmowy
- Zbigniew Preisner – kompozytor
- Allan Starski – plastyk, scenograf
- Bolesław Sulik – filmowiec, scenarzysta, publicysta i krytyk
- Jerzy Wójcik – operator i reżyser filmowy

## Filmy konkursowe
Akwarium, reż. Antoni Krauze
Awantura o Basię, reż. Kazimierz Tarnas
Daleko od siebie, reż. Feliks Falk
Deborah, reż. Ryszard Brylski
Drzewa, reż. Grzegorz Królikiewicz
Girl Guide, reż. Juliusz Machulski
Gnoje, reż. Jerzy Zalewski
Gracze, reż. Ryszard Bugajski
Grający z talerza, reż. Jan Jakub Kolski
Horror w Wesołych Bagniskach, reż. Andrzej Barański
Kamień na kamieniu, reż. Ryszard Ber
Łagodna, reż. Mariusz Treliński
Młode wilki, reż. Jarosław Żamojda
Nic śmiesznego, reż. Marek Koterski
Pestka, reż. Krystyna Janda
Pokuszenie, reż. Barbara Sass
Prowokator, reż. Krzysztof Lang
Ptaszka, reż. Krystyna Krupska-Wysocka
Pułkownik Kwiatkowski, reż. Kazimierz Kutz
Szabla od komendanta, reż. Jan Jakub Kolski
Tato, reż. Maciej Ślesicki
Wrzeciono czasu, reż. Andrzej Kondratiuk
Złote dno, reż. Marek Nowicki

## Pokazy specjalne
Całkowite zaćmienie, reż. Agnieszka Holland
Les Milles, reż. Sebastien Grall
Siódmy pokój, reż. Marta Meszaros
Wielki Tydzień, reż. Andrzej Wajda
Za co?, reż. Jerzy Kawalerowicz